# Ред-Вінґ (Міннесота)
Ред-Вінґ (англ. Red Wing) — місто (англ. city) в США, в окрузі Гудг'ю штату Міннесота. Населення — 16 547 осіб (2020).

## Географія
Ред-Вінґ розташований за координатами 44°34′55″ пн. ш. 92°36′1″ зх. д. / 44.58194° пн. ш. 92.60028° зх. д. (44.581870, -92.600212).  За даними Бюро перепису населення США в 2010 році місто мало площу 106,68 км², з яких 89,61 км² — суходіл та 17,07 км² — водойми.

## Демографія
Згідно з переписом 2010 року, у місті мешкало 16 459 осіб у 7017 домогосподарствах у складі 4328 родин. Густота населення становила 154 особи/км².  Було 7539 помешкань (71/км²).
Расовий склад населення:
| - 91,5 % — білих - 2,2 % — корінних американців - 1,9 % — чорних або афроамериканців - 0,8 % — азіатів - 1,2 % — осіб інших рас |

До двох чи більше рас належало 2,3 %. Частка іспаномовних становила 3,7 % від усіх жителів.
За віковим діапазоном населення розподілялося таким чином: 22,5 % — особи молодші 18 років, 59,3 % — особи у віці 18—64 років, 18,2 % — особи у віці 65 років та старші. Медіана віку мешканця становила 41,8 року. На 100 осіб жіночої статі у місті припадало 94,7 чоловіків;  на 100 жінок у віці від 18 років та старших — 91,1 чоловіків також старших 18 років.
Середній дохід на одне домашнє господарство  становив 60 156 доларів США (медіана — 45 890), а середній дохід на одну сім'ю — 73 362 долари (медіана — 62 634). Медіана доходів становила 46 859 доларів для чоловіків та 36 288 доларів для жінок. За межею бідності перебувало 13,6 % осіб, у тому числі 21,1 % дітей у віці до 18 років та 5,8 % осіб у віці 65 років та старших.
Цивільне працевлаштоване населення становило 7655 осіб. Основні галузі зайнятості: освіта, охорона здоров'я та соціальна допомога — 19,3 %, виробництво — 18,7 %, мистецтво, розваги та відпочинок — 12,3 %, роздрібна торгівля — 9,0 %.